# Giovanna Chicco
Giovanna Chicco (Udine, 1969) è un'attrice e pittrice italiana.

## Biografia
Ultima di otto figli, sua madre Arduina è un'esule di Pola. Frequenta ad Udine l'Istituto d'arte prima di trasferirsi a Roma dove lavorerà come modella, attrice e pittrice. È sposata con il regista Michelangelo Gratton, con il quale ha avuto un figlio.

### Carriera
Ha preso parte a diversi film e a trasmissioni televisive. Nel cinema debutta nel ruolo di una cameriera in Lucrezia Borgia, per la regia di Lorenzo Onorati. Poi Ninì Grassia le affida il ruolo di un'aspirante attrice in Agenzia cinematografica. Viene poi chiamata da Pasquale Fanetti, che la dirige in Le occasioni di una signora perbene nel ruolo della protagonista, Lavinia. In questo film è accreditata con il nome di Giovanna Vinci. Lavora quindi in altre pellicole dirette da Ninì Grassia, concludendo la sua attività sui set nel 1999.
Successivamente si è dedicata all'arte, avvicinandosi al mondo della disabilità e collaborando con il portale di Ability Channel dedicato al mondo dei disabili per il quale ha realizzato una serie di interviste e monologhi su grandi tematiche sociali. Inoltre si è sempre impegnata nello studio del corpo utilizzandolo come strumento e veicolo di espressione artistica, seguendo i moduli della Body Art  . La sua caratteristica è sempre stata quella di affrontare nelle sue opere temi attuali e scabrosi e di denunciare la violenza dell’uomo sull’uomo. Per questo motivo si esibisce il corpo come opera, lo rende protagonista assoluto, con il fine di provocare, scuotere coscienze e convinzioni, diventando terreno per sperimentare utilizzando anche impianti e protesi, creando una simbiosi tra corpo e tecnologia.

## Filmografia
- Lucrezia Borgia, regia di Lorenzo Onorati (1993)
- Agenzia cinematografica, regia di Ninì Grassia (1993)
- Le occasioni di una signora perbene, regia di Pasquale Fanetti (1993)
- Una vita da sballo, regia di Ninì Grassia e Gianni Cozzolino (1993)
- Una grande voglia d'amore, regia di Ninì Grassia (1994)
- Annaré, regia di Ninì Grassia (1998)
- Italian gigolò, regia di Ninì Grassia (1999)

## Produzione artistica

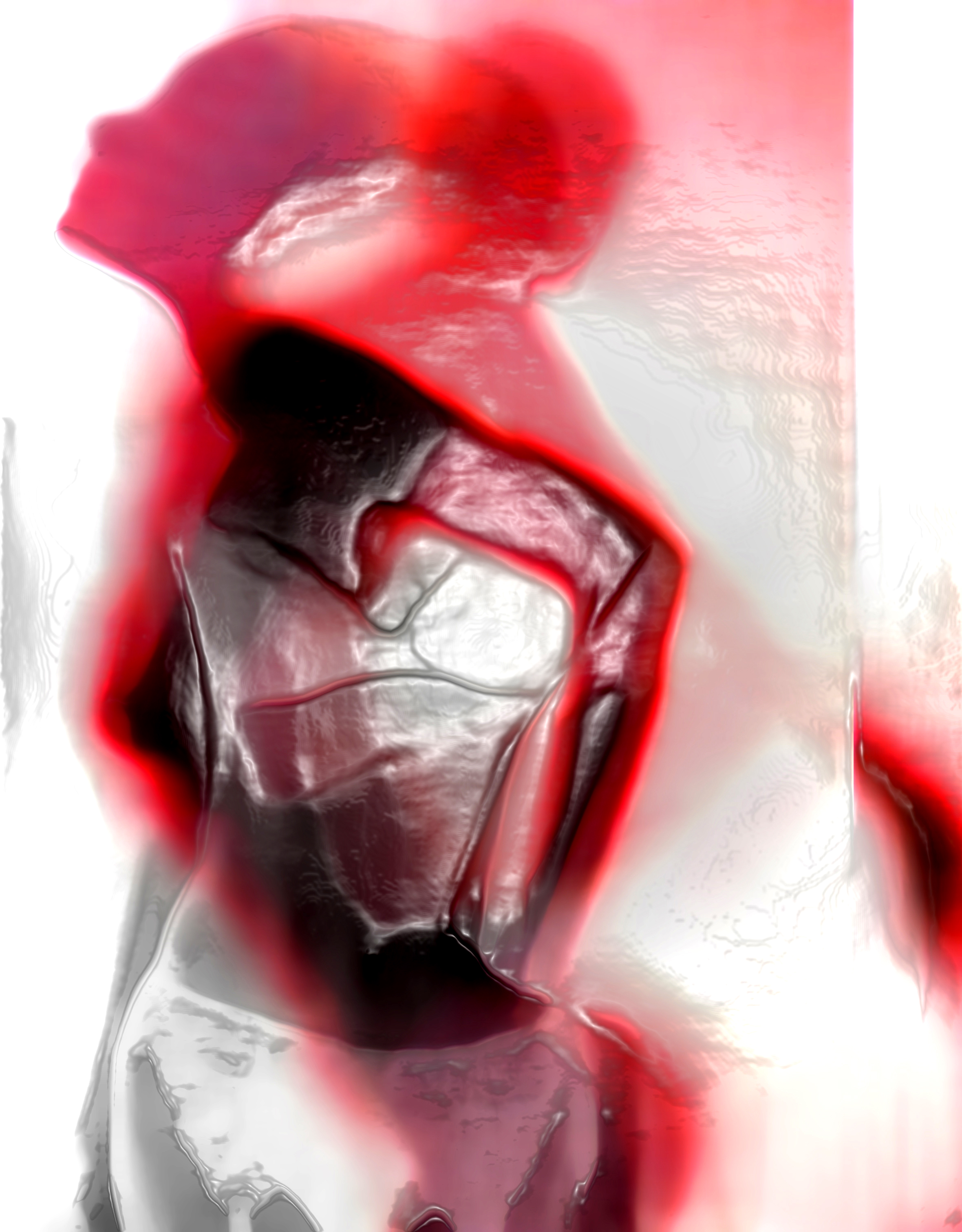
Giovanna Chicco, plotter su tela,, 70 x 100 cm

L'attività artistica di Giovanna Chicco è soprattutto concentrata dal 1991 al 2010;
- 1991: esposizione a Roma a Palazzo Valentini, sala delle conferenze, in una mostra patrocinata dall'Assessorato alla Cultura del Comune di Roma.
- 1992: espone presso Opera Musiva Lungro Calabria in collaborazione con A. Ranochi.
- 1993: riceve il premio di pittura Giuseppe Sobrile presso la Mole Antonelliana di Torino.
- 1994: espone alla IV Annuale d'Arte Contemporanea organizzata dall'Assessorato alla cultura del Comune di Barletta.
- 1996: espone a Viterbo, al palazzo degli Alessandri '' Dodeconformale''.
- 1998: espone a Roma, presso la Galleria d'Arte ''Form Interart'', mostra ''Picasso e le Donne''.
- 2001: riceve il premio '' Il Gallo d'Oro dell' Associazione Culturale, ''La Fattoria'' come migliore promettente artista contemporanea.
- 2002: entra a far parte del nuovo movimenti artistico della '' PLOT ART''.
- 2003: espone alla Galleria ARTURARTE di Nepi (VT) e successivamente alla mostra personale a Roma a Palazzo Valentini, saletta del Giubileo, patrocinata da Organizzazione Mondiale delle Medicine Naturali O.M.N. ONLUS, Consolato della Repubblica di Macedonia, Parlamento Mondiale per la Pace, Comune di Roma.
- 2004: partecipa alla Quinta Biennale d'Arte Internazionale di Roma a Palazzo Pignatelli, con alcune opere tratte dal progetto ''Love's War'', patrocinata dalla Regione Lazio, Provincia di Roma, Comune di Roma.
- 2005: artista promossa dalla NATIONALEUROPEAN MODELS come miglior artista per la realizzazione delle magliette prodotte per scopi benefici.
- 2006: si impegna nel progetto artistico-culturale ''AMPLESSO CON LEONARDO SENZA COMPLESSO'', in inedita e sconvolgente interpretazione del Codice da Vinci.
- 2007: prende parte al progetto ''Spazio Donna'' arte, moda, salute e bellezza. Movenpick Hotel Roma. Prende anche parte alla collettiva ''Da Donna a Donna'' presso il Circolo Ministero Affari Esteri, in collaborazione con il Maestro Aldo Riso.
- 2010: tiene una mostra personale chiamata ''Gli Alberghi della Grande Storia'', promossa dall'Hotel Lago di Braies. Trentino Alto Adige. Con la partecipazione dei nipoti del Capo di Stato Maggiore della Wehrmacht, oppositore di Hitler, Generale Von Hammerstein. Il figlio del Generale, Barone Franz, fu ospite insieme ad altri 140 deportati dall' Hotel Lago di Braies nell'aprile del 1945.